# Josipina Eleonora Hudovernik
Josipina Hudovernik, sestra Marija Eleonora, slovenska učiteljica glasbe, ravnateljica, in skladateljica, * 25. marec 1863, Radovljica, † 1. marec 1945, Ljubljana.

## Zgodnje življenje
Josipina Eleonora se je rodila 25. marca v Radovljici v verni Slovenski družini.Njena oče je bil gostilničar in trgovec Jernej Hudovernik (1816-1893), njena mati pa je bila gostilničarka Lucija Oman.Obiskovala je ljudsko šolo v Radovljici in takratno 8 razredno ljudsko šolo in zasebno učiteljišče pri uršulinkah v Ljubljani, kjer je leta 1891 prestala usposobljenostni izpit za osnovne, naslednje leto pa še za meščanske šole. Kasneje je študirala francoščino in italijanščino. Že leta 1881 je vstopila v uršulinski red.
Glasbo je študirala zasebno, klavir pri konservatoristinji Valentini Karinger, orgle pa pri Antonu Foersterju. Pozneje se je učila še petja pri Berti de Pop-Stockert. Posebni izpit iz petja, klavirja in orgel je naredila z odliko leta 1893. Zaradi svoje nadarjenosti je kmalu postala priznana organistka in skladateljica. Sprva je delala kot učiteljica glasbenega pouka na meščanski šoli za dekleta, kasneje pa je bila tam med leti 1903 in 1923 ravnateljica. Pripisujejo ji preko 120 zborovskih skladb, ki jih je povečini pisala za samostanski pevski zbor in za domačo šolo.